# UFC on Fox: Lee vs. Iaquinta 2
UFC on Fox: Lee vs. Iaquinta 2 (también conocido como UFC on Fox 31) fue un evento de artes marciales mixtas producido por Ultimate Fighting Championship el 15 de diciembre de 2018 en el Fiserv Forum en Milwaukee, Wisconsin, Estados Unidos.

## Historia
El evento marcó el fin del convenio de Fox con UFC tras siete años. Desde enero de 2019 rige un nuevo contrato con ESPN.
Una revancha de peso ligero entre Kevin Lee y Al Iaquinta sirvió como el evento estelar. Ya se habían enfrentado anteriormente en UFC 169 en febrero de 2014 con Iaquinta ganando vía decisión unánime.
Se esperaba que Erik Koch enfrentara al recién llegado Dwight Grant en un combate de peso wélter. Sin embargo, Koch fue sacado de la pelea el 28 de noviembre por razones desconocidas y fue reemplazado por Zak Ottow.
Jessica-Rose Clark enfrentaría a Andrea Lee en el evento. Sin embargo, Clark abandonó la pelea el día del pesaje por problemas médicos con su peso. Como resultado, el combate fue cancelado.

## Bonificaciones
Los siguientes peladores recibieron $50,000 en bonificaciones:
- Pelea de la Noche: Joaquim Silva vs. Jared Gordon
- Actuación de la Noche: Al Iaquinta y Charles Oliveira